# Velký Bočkov
Velký Bočkov (ukrajinsky Великий Бичків, Velykyj Byčkiv, maďarsky Nagybocskó, rumunsky Bocicoiu Mare, slovensky Veľký Bočkov) je městys (ukrajinsky selyšče) v okrese Rachov Zakarpatské oblasti na Ukrajině. V roce 2025 měl 9367 obyvatel. Je zde centrum velkobočkovské venkovské komunity. 

## Geografie
Městys leží na pravém břehu Tisy, která zde tvoří hranici s Rumunskem. Na protějším (levém) břehu této řeky se nachází rumunská obec Bocicoiu Mare.

Vedení magistrály dle Baťova návrhu. Měla sloužit především jako nejrychlejší spoj východu se západem, nevede proto přímo k některým velkým městům. S těmi ji měly spojit rychlostní silnice, které byly v době návrhu magistrály z části již vybudované

## Historie
První písemná zmínka o městě pochází z roku 1358. Původně tvořilo jednu obec s dnešním rumunským sídlem Bocicoiu Mare, který se nachází na protějším břehu řeky Tisa. V minulosti městys patřil Rakousku-Uhersku, od jeho rozpadu v roce 1918 až do roku 1938 bylo součástí Československa.
Při sčítání lidu, provedeném dne 1. prosince 1930, zde žilo 6707 obyvatel, z toho  272 Čechů a Slováků, 4363 Rusínů, 30 Němců, 571 Maďarů, 1253 Židů, 10 občanů jiných národností a  208 cizinců.
Podle návrhů J. A. Bati popsaných v jeho knize z roku 1937 Budujme stát pro 40 000 000 lidí zde měla končit hraničním přechodem do Rumunska československá dálniční magistrála z Chebu.
21. března 1939 odtud odešel poslední oddíl ustupujících československých vojáků, bránících do té doby Bočkov, do Rumunska. Šlo o poslední československé vojáky na Podkarpatské Rusi. V roce 1944 bylo město s okolím připojeno k Ukrajinské SSR, od roku 1947 mělo status sídlo městského typu (SMT).

## Osobnosti
- Jaroslav Papoušek (1929–1995), český malíř, karikaturista, prozaik, sochař, scenárista a režisér
- Osvald Zahradník (1932–2017), slovenský dramatik